# Quecksilberdampflampe

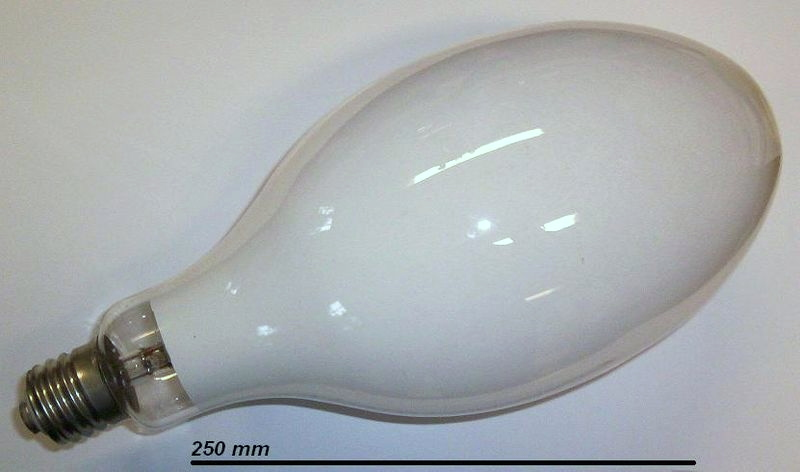
Quecksilberdampf-Hochdrucklampe, Ausführung mit leuchtstoffbeschichtetem äußerem Glaskolben, Leistung 1 kW

Eine Quecksilberdampflampe ist eine Gasentladungslampe mit Quecksilberdampffüllung. Zusätzlich zum Quecksilber, welches aufgrund des bereits bei Raumtemperatur geringen Dampfdruckes teilweise in gasförmiger Form vorliegt, enthält sie stets auch ein Edelgas (meist Argon), um die Zündung zu erleichtern.

## Geschichte
Das zugrundeliegende physikalische Prinzip wurde 1706 vom Engländer Francis Hawkesbee demonstriert.
Als Erfinder der Quecksilberdampflampe gilt der Berliner Physiker Leo Arons, 1892. Teilweise war deshalb auch die Bezeichnung Aronssche Röhre in Verwendung.
Die ersten kommerziell hergestellten Quecksilberdampfentladungslampen waren die von 1923 bis 1932 entwickelten und ab 1933 verkauften (Mitteldruck-)Quecksilberdampflampen. Seit 1934 sind auch Hochdruck-Quecksilberdampflampen erhältlich. Die früheren Lampen erzeugten ein blaugrünes Licht, mittlerweile gibt es sie auch mit korrigiertem weißerem Licht. Dabei wird der im Quecksilberspektrum fehlende Rotanteil durch einen Leuchtstoff auf der Innenseite des Außenkolbens oder durch eine Glühwendel im Außenkolben erzeugt.
Hochdruck-Quecksilberdampflampen müssen seit April 2015 bestimmte Energieeffizienzklassen erreichen, andernfalls dürfen sie nicht mehr gehandelt werden. Ein möglicher Ersatz, beispielsweise im Bereich der Straßenbeleuchtung, besteht im Einsatz von Halogenmetalldampflampen oder LED-Lampen.

## Arten und Anwendungen
Die unterschiedlichen Bau- und Leistungsformen werden meist durch das Lampenbezeichnungssystem ILCOS charakterisiert und sind dort näher beschrieben.

### Niederdrucklampen
Niederdrucklampen haben geringe Innendrücke bis etwa 10 mbar. Ohne Leuchtstoff haben sie einen geringen sichtbaren Lichtanteil, jedoch einen hohen Anteil an Ultraviolettstrahlung und eignen sich unter der Bezeichnung Quarzlampe als Ultraviolett-Quelle, sie haben dafür einen Kolben aus Quarzglas. Man nutzt sie zur Löschung von EPROMs und zu Desinfektionszwecken, da Niederdrucklampen einen Primärpeak bei 254 nm haben. Bei Einsatz von synthetischem Quarz kann die Transparenz der Lampe für kurzwelliges Licht weiter erhöht werden und man bekommt noch eine Emissionslinie bei 185 nm. Eine solche Lampe kann für die Reinigung und Modifikation von Oberflächen eingesetzt werden.
Leuchtstofflampen sind ebenfalls Niederdrucklampen, sie tragen jedoch an der inneren Glasoberfläche einen fluoreszierenden Leuchtstoff. Sie dienen der Beleuchtung und haben im Vergleich zu Glühlampen eine höhere Lebensdauer und höhere Lichtausbeuten (aber niedrigere als moderne LEDs). Außer bei Lampen für Solarien ist UV-Austritt unerwünscht, weshalb spezielle Glassorten eingesetzt werden.
„Schwarzlichtlampen“ haben oft einen Filterglaskolben, der den verbleibenden sichtbaren Anteil absorbiert. Sie verwenden spezielle, im UV-A emittierende Leuchtstoffe und werden zur Untersuchung von Mineralien oder bei der Geldscheinprüfung verwendet, auch für „Discolicht“ sind sie üblich.
Leuchtröhren in der Lichtwerbung sind – außer ebenfalls eingesetzten Neonröhren – Quecksilber-Niederdrucklampen mit Leuchtstoffen der entsprechenden Farbe. Es sind jedoch meist Kaltkathodenröhren, d. h., sie haben keine Glühkathoden, sondern kalte Elektroden, wodurch – bei verringertem Wirkungsgrad – die Lebensdauer sehr viel höher als bei Leuchtstofflampen ist. Die Hintergrundbeleuchtung von Laptop-Displays und Flachbildschirmen erfolgte lange Zeit mit solchen Kaltkathodenröhren, diese wurden ab den 2010er Jahren zunehmend von LED-Technik abgelöst.

### Mitteldrucklampen
Diese Bauart wird in industriellen Anwendungen zur Aushärtung von speziellen UV-reaktiven Lacken, Klebstoffen und Druckfarben eingesetzt. Die Lampen emittieren je nach Lackanforderungen schwerpunktmäßig im UV-A um 400 nm bis UV-C um 250 nm. UV-härtbare Lacke, Farben und Klebstoffe sind in der Regel lösungsmittelfrei oder -arm und sind im Anschluss an die Bestrahlung mit UV-Strahlung vollständig vernetzt und daher sehr haltbar. Im Vergleich zu ofentrocknenden Lacksystemen ist mit der UV-Aushärtung Raum- und Energieeinsparung möglich. UV-C-Lampen mit einer Hauptemission bei 250 nm werden zur Desinfektion von z. B. Wasser oder Fischteichen eingesetzt.
Wichtige Spektrallinien des Quecksilbers haben die Wellenlängen 313 nm (Nanometer), 365 nm (i-Linie), 405 nm (h-Linie), 436 nm (g-Linie), 546 nm (e-Linie) sowie 577 nm und 579 nm (orange Doppellinie). Da diese Werte genau bekannt sind, werden Quecksilberdampflampen gern für Unterrichtszwecke zur Demonstration des photoelektrischen Effektes eingesetzt.
Mit Metallhalogeniden oder Gallium und Indium dotierte Gasfüllungen sind erhältlich, sie ergänzen das Emissionsspektrum um UV-A und Blau, um die Absorption von UV-Strahlung kürzerer Wellenlänge durch Farbpigmente zu vermeiden. Die Anregung des Quecksilberplasmas erfolgt konventionell über Elektroden oder elektrodenlos mit Mikrowellen. Kürzere Lampen als 0,5 m Länge werden mit Drosseln an 400 V betrieben, längere (bis 2,3 m) mit Resonanz-Streufeldtransformatoren.

### Hochdrucklampen

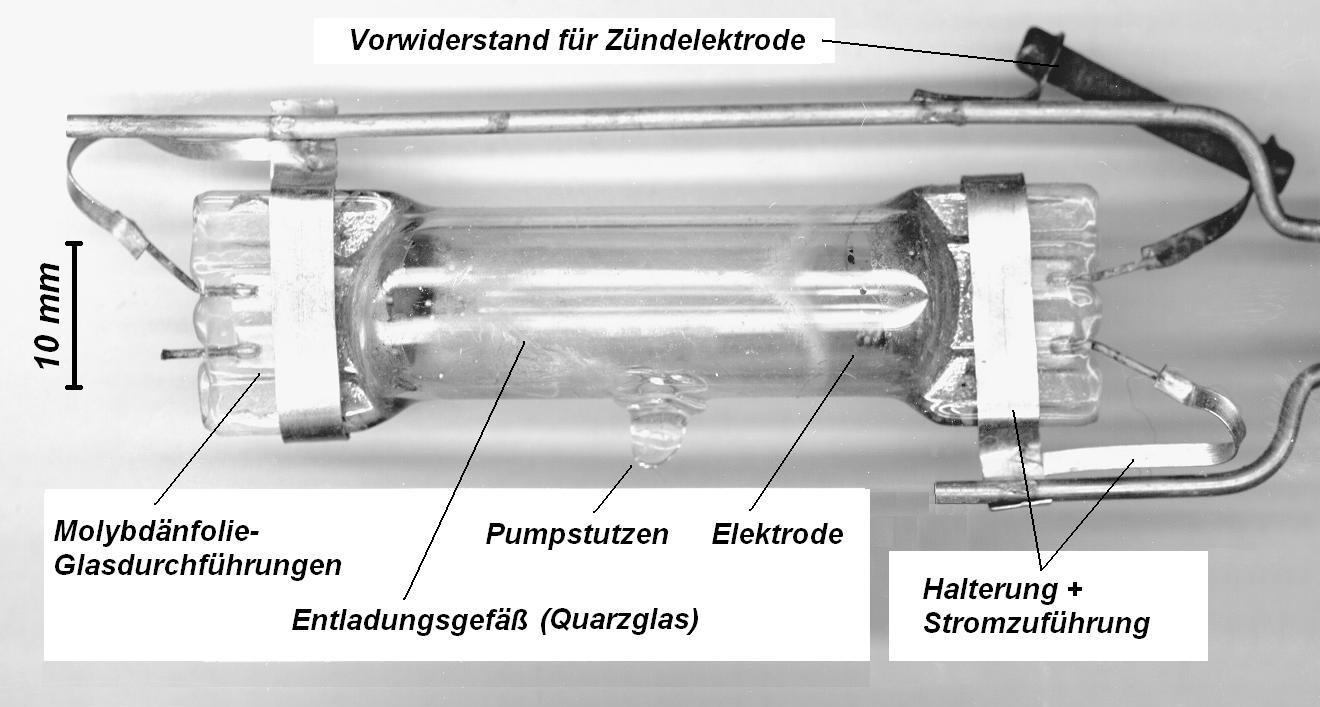
Entladungsgefäß einer Quecksilberdampf-Hochdrucklampe (NARVA NF80, 80 Watt); Schutzglaskolben entfernt

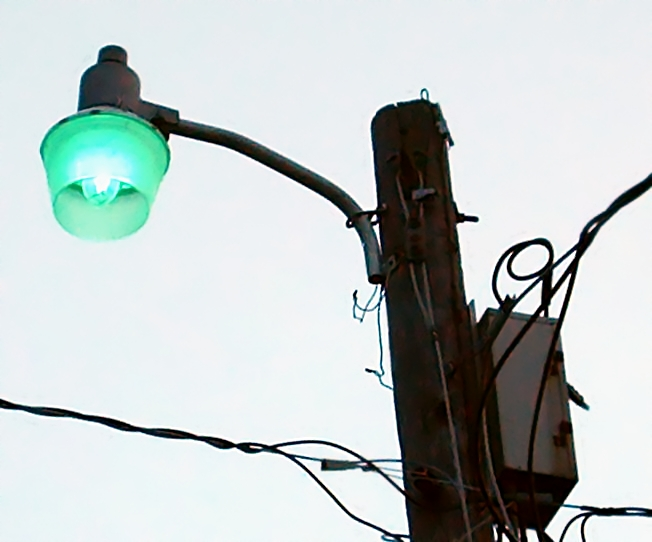
Quecksilberdampf-Hochdrucklampe ohne Leuchtstoff zur Straßenbeleuchtung

Diese Lampen haben einen Betriebsdruck bis etwa 1 MPa (entspricht 10 bar), den sie nach wenigen Minuten Erwärmung erreichen. Der Bogen schnürt sich auf 2 bis 3 mm ein und es tritt bereits eine geringfügige Druckverbreiterung der Emissionslinien auf.
Quecksilberdampf-Hochdrucklampen werden häufig zur Straßen- und Industriebeleuchtung eingesetzt. Sie benötigen ein Vorschaltgerät, jedoch kein Zündgerät, da die Entladungsgefäße („Brenner“) eine Zündelektrode besitzen, die über einen kleinen eingebauten kaltleitenden Vorwiderstand gespeist wird (siehe Bild).
Die Lampen haben eine gute Lichtausbeute und blaugrüne Lichtfarbe. Nach dem Start geben sie zunächst fast kein Licht ab, bis eine nennenswerte Menge Quecksilber verdampft und der Innendruck gestiegen ist.
Lampen ohne Leuchtstoff haben ein ausgeprägtes Linienspektrum mit empfindlichem Mangel an Rot und daher einen schlechten Farbwiedergabeindex. Man baut die aus Kieselglas gefertigten Entladungsgefäße in einen zur Wärmeisolation teilevakuierten Hartglaskolben ein, der im Inneren einen Leuchtstoff tragen kann, um die Farbwiedergabe zu verbessern. Der Schutzglaskolben absorbiert die Ultraviolettstrahlung, auch wenn er keinen Leuchtstoff trägt.
Der Farbwiedergabeindex (Ra) von Standard-Quecksilberdampf-Hochdrucklampen liegt bei etwa 50. Sie sind in verschiedenen Farbtemperaturen erhältlich, je nach Anwendungsbereich. Die Firma Signify verkauft unter dem Namen „HPL 4 Pro“ Quecksilberdampf-Hochdrucklampen mit einem Farbwiedergabeindex von knapp unter 60 (Standard-Leuchtstofflampe in der Regel über 80, Glühlampe bis 100).
Merkmale verschiedener Quecksilberdampf-Hochdrucklampen:
- Klassische Bauform (alle Hersteller): 4200 K Farbtemperatur, Ra bei zirka 45. neutralweißes Licht
- DeLuxe-Version (Osram): 3400 K Farbtemperatur, Ra bei zirka 54. „Wärmeres“ Licht und mehr Lichtausbeute
- HPL-4-Version neutralweiß (Philips): 4200 K Farbtemperatur, Ra knapp unter 60. Gute Lichtausbeute, „kühles“ Licht
- HPL-4-Version warmweiß (Philips): 3500 K Farbtemperatur, Ra knapp unter 60. Gute Lichtausbeute, etwas „wärmer“ als neutralweiß
- SuperDeLuxe-Version (Osram): 3200 K Farbtemperatur, Ra knapp über 60. Mäßige Lichtausbeute, aber „warmes“ Licht

Durch Zusätze anderer Elemente (weitere Metalle und Halogene) zum Quecksilber erhält man Halogen-Metalldampflampen mit noch besserer Farbwiedergabe.

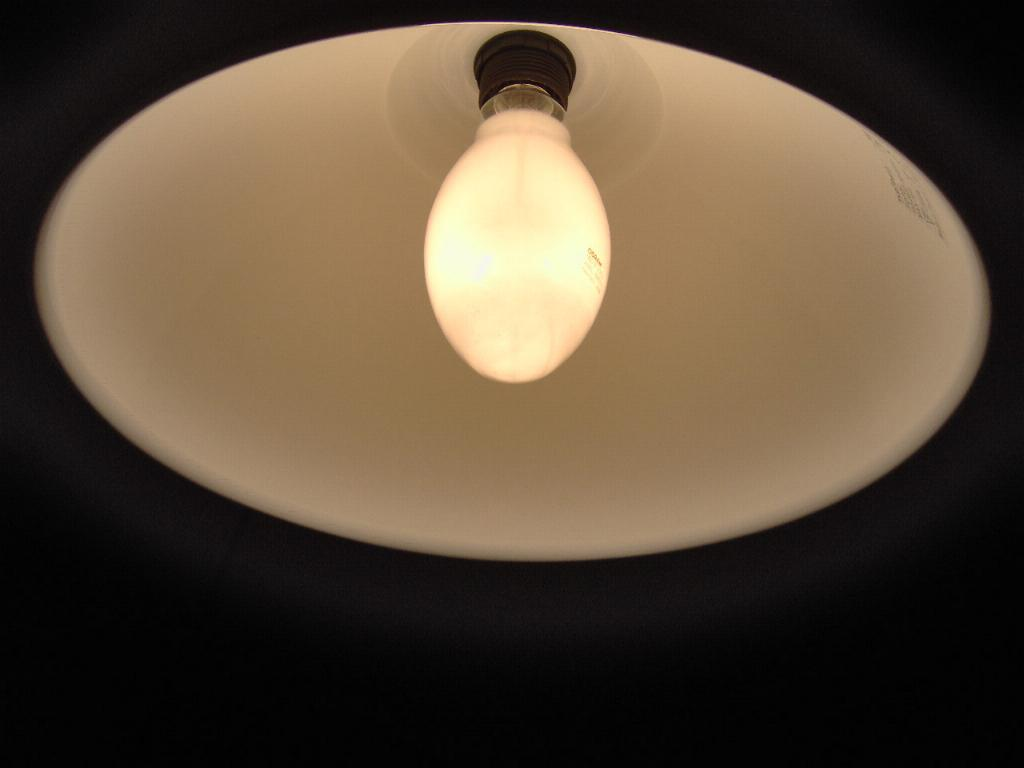
Mischlichtlampe 160 W

#### Sonderformen

##### Mischlichtlampe
In Mischlichtlampen ist zusätzlich zum Quarz- oder Keramikbrenner eine Glühwendel untergebracht. Diese ist innerhalb der Lampe in Reihe zum Brenner geschaltet und dient neben der Lichterzeugung auch zur Strombegrenzung.
Deshalb können Mischlichtlampen – und nur diese – ohne Vorschaltgerät direkt an 230 V betrieben werden. Die Farbwiedergabe ist etwas besser als bei den reinen Quecksilberdampflampen. Allerdings ist die Lebensdauer, bedingt durch die Glühwendel, auf etwa 4000 Stunden begrenzt und die Effizienz mit 10 bis 25 lm/W geringer.
Mischlichtlampen gibt es in den Leistungsklassen 100, 160, 250 und 500 Watt. Ein Vorteil ist die sofortige (50-prozentige) Lichtabgabe. Nach wenigen Minuten ist der Farbton tageslichtähnlich.

##### Therapeutische Lampen
Die 1905 konstruierte und 1911 in die allgemein Therapie eingeführte (künstliche) Höhensonne aus Quarzglas. und die Kromayerlampe bestehen aus Quecksilberdampf-Hochdruckbrennern ohne evakuierten Schutzglaskolben, letztere ist wassergekühlt. Genutzt wurde deren kurzwelliger Strahlungsanteil zur Behandlung von Hautkrankheiten und Vitamin-D-Mangel.

### Höchstdrucklampen

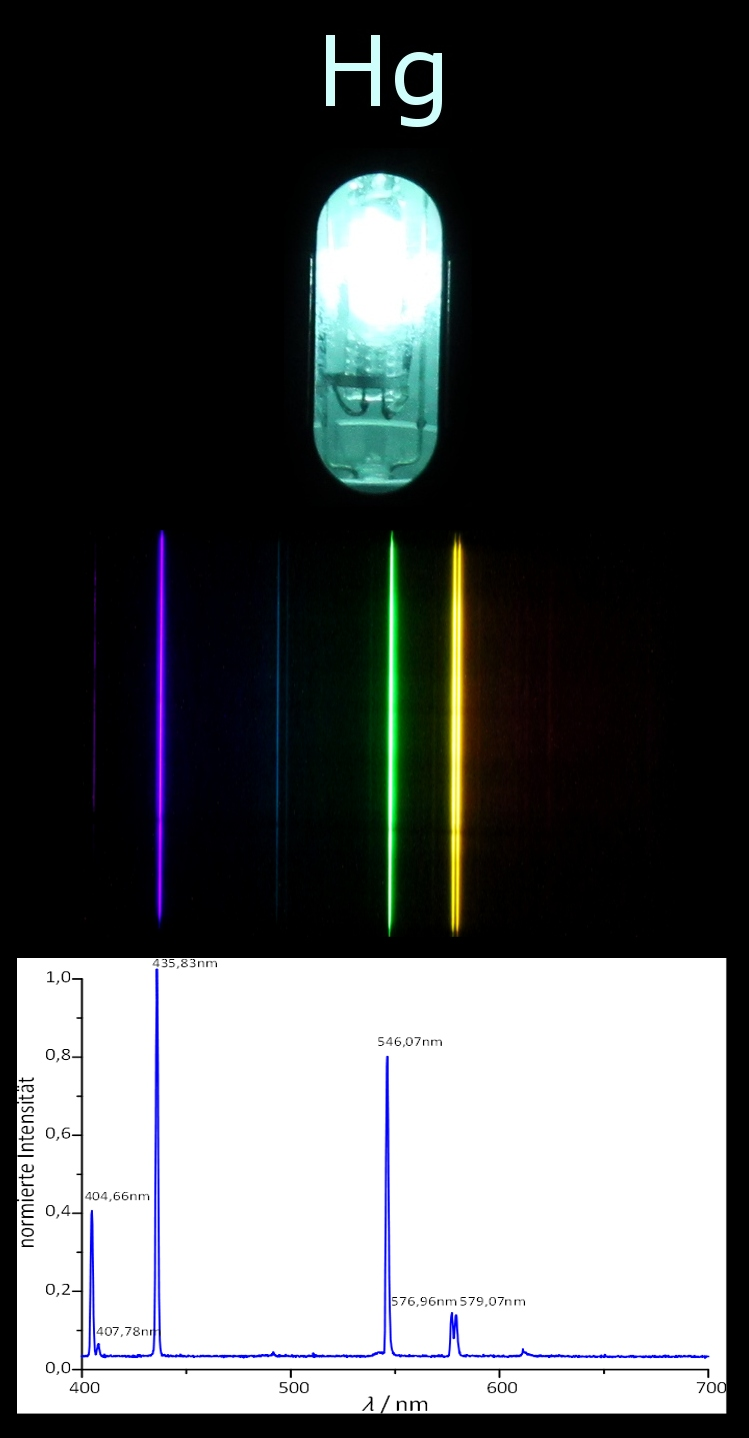
Niederdruck-Quecksilberdampflampe und deren Linienspektrum, markante Spektrallinien beschriftet

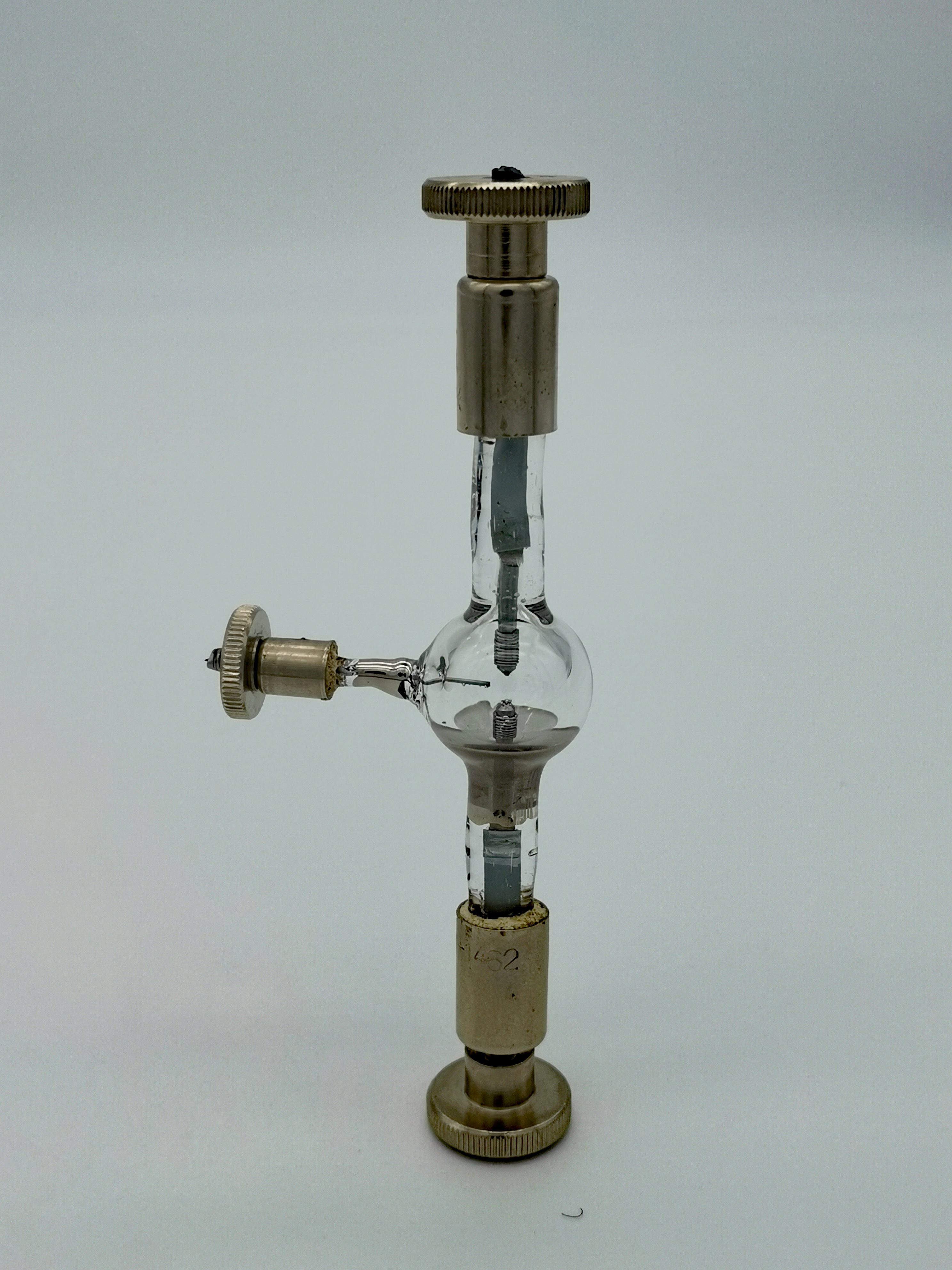
Quecksilber-Höchstdrucklampe 200 W für Wechselstrom mit Zündelektrode (Narva HBO 200 F)

Höchstdrucklampen haben einen Betriebsdruck bis 10 MPa (100 bar), der sich erst langsam nach der Zündung aufbaut, wenn die Lampe ihre Betriebstemperatur erreicht hat. Deshalb zeigt sie in den ersten Betriebssekunden ein Linienspektrum, das allmählich wegen Druckverbreiterung in ein kräftiges Kontinuum übergeht, wodurch die Farbwiedergabe erheblich verbessert wird; sie haben eine sehr hohe Leuchtdichte, werden aus dickem Kieselglas ohne zusätzlichen Kolben gefertigt und dienen als intensive Ultraviolett-Quelle unter anderem in der Fotolithografie (g-, h- und i-Linien-Lichtquellen). Ihr Umwandlungswirkungsgrad von elektrischer in Strahlungsenergie im Sichtbaren und Ultravioletten beträgt bis zu 60 %, der Rest wird als Wärme in Form von Strahlung als auch über Wärmeleitung der Elektroden abgegeben. Die häufig genutzten g-, h- und i-Linien erreichen fast 30 % elektro-optischen Wirkungsgrad bei Leistungen von typ. 50 W bis 12 kW.
Diese Lampen haben massive Elektroden aus Wolfram, zum Teil sehr große Mengen an Quecksilber und meist Schraubklemmen als Anschlüsse. Die Betriebslage ist vorgeschrieben. Der Elektrodenabstand dieser Lampen beträgt nur wenige Millimeter und der hellste Punkt liegt direkt an der Kathode, sie werden daher auch als Kurzbogenlampen bezeichnet. Ein Einsatzgebiet sind Videoprojektoren („Beamer“) und Rückprojektionsfernseher. Höchstdrucklampen werden neben Quecksilber auch mit Xenon gefüllt angeboten (siehe Xenon-Hochdrucklampe), sie dienen als Leuchtmittel in Kraftfahrzeugscheinwerfern (Xenonlicht) und Kino-Projektoren.
Die Handhabung dieser Lampen ist gefährlich – zum Schutz vor Explosionen müssen bei der Handhabung, beim Einbau und beim Betrieb Schutzvorkehrungen getroffen werden. Zudem ist neben den elektrischen Sicherheitsvorkehrungen Schutz vor der harten Ultraviolettstrahlung sowie dem durch diese aus Luftsauerstoff erzeugten Ozon erforderlich. Die typische Lebensdauer liegt zwischen 2000 und 3000 Betriebsstunden.

## Emissionsspektrum
Das Emissionsspektrum einer Quecksilberdampflampe ist ein Linienspektrum, dessen Spektrallinien vielfältige Anwendung in Wissenschaft und Technik finden. Im Folgenden werden die Wellenlängen intensiver Hauptlinien eines neutralen Quecksilberatoms zusammen mit Anwendungsbeispielen aufgeführt. Die exakte Lage (Nachkommastellen im Nanometerbereich) der Linien ist dabei auch abhängig vom Quecksilberisotop des emittierenden Atoms. Damit hat das Isotopenverhältnis Einfluss auf mittlere Lage und die Bandbreite der Spektrallinien.
| Spektralbereich    | Spektralbereich | Wellenlänge | alternativ                         | Anwendungen                          |
| ------------------ | --------------- | ----------- | ---------------------------------- | ------------------------------------ |
| Ultra- violett     | Fernes: UV-C    | 0184,95 nm  |                                    |                                      |
| Ultra- violett     | Fernes: UV-C    | 0248,3 nm   |                                    | Hauptemissionslinie                  |
| Ultra- violett     | Fernes: UV-C    | 0253,65 nm  |                                    | Hauptemissionslinie                  |
| Ultra- violett     | Fernes: UV-C    | 0280,4 nm   |                                    |                                      |
| Ultra- violett     | Mittleres: UV-B | 0296,73 nm  |                                    | Hauptemissionslinie                  |
| Ultra- violett     | Mittleres: UV-B | 0312,56 nm  |                                    |                                      |
| Ultra- violett     | Nahes: UV-A     | 0334,15 nm  |                                    | Hauptemissionslinie                  |
| Ultra- violett     | Nahes: UV-A     | 0365,01 nm  | i-Linie                            | Hauptemissionslinie, Fotolithografie |
| Sicht- bares Licht | violett         | 0404,66 nm  | h-Linie                            | Doppellinie                          |
| Sicht- bares Licht | violett         | 0407,78 nm  | h-Linie                            | Doppellinie                          |
| Sicht- bares Licht | blau            | 0435,83 nm  | g-Linie                            | Hauptemissionslinie, Fotolithografie |
| Sicht- bares Licht | cyan            | 0491,60 nm  |                                    |                                      |
| Sicht- bares Licht | grün            | 0546,07 nm  | e-Linie                            |                                      |
| Sicht- bares Licht | orange          | 0576,96 nm  | orangefarb. Doppellinie 577/579 nm | Hauptemissionslinie                  |
| Sicht- bares Licht | orange          | 0579,07 nm  | orangefarb. Doppellinie 577/579 nm | Hauptemissionslinie                  |
| Sicht- bares Licht | rot             | 0623,44 nm  |                                    |                                      |
| Infra- rot         | Nahes: IR-A     | 1013,97 nm  | t-Linie                            |                                      |
| Infra- rot         | Nahes: IR-B     | 1529,88 nm  |                                    |                                      |
| Infra- rot         | Nahes: IR-B     | 1970,09 nm  |                                    |                                      |
| Infra- rot         | Nahes: IR-B     | 2325,4 nm   |                                    |                                      |

## Lichtverschmutzung bei Außenlicht
Die konventionelle Industrie- und Straßenbeleuchtung sowie Außenbeleuchtung von Gebäuden mit Metalldampf-, Halogen- und Leuchtstofflampen ergibt eine deutliche Aufhellung der Atmosphäre, die sich als „Lichtverschmutzung“ bemerkbar macht. Neben der Verschlechterung der Beobachtung des Nachthimmels in der Astronomie, wirkt diese auf Menschen, beispielsweise beim Schlafrhythmus. Betroffen sind vorrangig nachtaktive Insekten, Vögel, Fledermäuse und Amphibien, besonders sind unter den Insekten Nachtfalter betroffen. Deren Augen reagieren stark auf die UV-Strahlung von Hochdrucklampen. Gebäude- und Straßenlampen werden stundenlang umflogen, bis die Tiere ermatten oder entkräftet sterben. Für Deutschland bestehen Abschätzungen für jährlich etwa 180 Milliarden Insektenleichen. Diese fehlenden Tiere haben gravierende Folgen für die Nahrungskette anderer Tierarten.
Neuere Entwicklungen bei Quecksilbermittel- und Quecksilberhochdrucklampen besitzen geringeres UV-Licht. Um das erkannte Umweltproblem zu lösen, reicht dies nicht aus. Mit dem zunehmenden Einsatz von geeigneten LED-Leuchten und Natriumdampflampen, die keine UV- und kaum IR-Anteile im Licht enthalten, könnte die beanstandete Wirkung auf Nachtfalter verringert werden.

## Kosten
Mit Stand 2010 gibt es Quecksilberdampflampen mit dem haushaltsüblichen E27-Sockel und 230-Volt-Anschluss in Ausführungen von 50 W, 80 W und 125 W bei einer Lichtausbeute von etwa 50 lm pro Watt für etwa 6 € im Handel. Mit dem E40-Sockel für 230-Volt-Anschluss gibt es Ausführungen in 250 W (ca. 9 €), 400 W (ca. 15 €), 700 W (ca. 45 €) und 1 kW (60 bis 70 €).